# 北条高直
北条 高直（ほうじょう たかなお）は、鎌倉時代末期から南北朝時代にかけての武将。大仏流北条氏の一族。大仏 高直（おさらぎ たかなお）とも。

## 生涯
鎌倉幕府の連署を務めた北条維貞の子として生まれる。嘉暦2年（1327年）9月7日の維貞の死後、家督を継いだ長兄の北条高宣（翌年早世）が得宗・第14代執権の北条高時から偏諱を賜っていることから、弟である高直も同様に「高」の字を受けたものとみられる（「直」の字は大仏流始祖の北条朝直より取ったものか）。
後醍醐天皇らの討幕運動（元弘の乱）が起こると、幕府軍の大将の一人として各地を転戦した。鎌倉幕府滅亡頃には大仏家当主であった次兄の家時（いえとき）や三兄の貞宗（さだむね）とともに幕府軍を率いて河内金剛山千早城に立て籠もっていた楠木正成を攻めていたが、足利高氏（のちの尊氏）の離反や六波羅探題の滅亡もあって軍は四散し、家時は鎌倉へ、高直は5月10日に残った軍勢を率いて奈良に逃れた。しかし、5月22日に新田義貞の鎌倉攻めにより高時や家時らが自害した（東勝寺合戦）ことを知ると、抗戦を諦めて6月5日に剃髪した上で高氏に降伏し、京都に幽閉された。
高氏自身は北条家と縁戚関係にあったことから高直の助命を嘆願していたが、建武元年（1334年）3月9日に北条家の残党らによる鎌倉侵攻事件などがあったことから北条一族の徹底的な殲滅が強められることになり、7月9日に兄の貞宗や阿曾治時、長崎高貞らと共に京都阿弥陀峰で斬首に処された。
処刑の日の7月9日は『太平記』より参考にしたものであり、他の史料では3月21日（『梅松論』・『蓮花寺過去帳』）、4月（『保暦間記』）、5月（『系図』）など時期が一致しないものが多い。